# Orkanen Gordon
Orkanen Gordon var den tredje orkanen och den sjunde namngivna stormen i den Atlantiska orkansäsongen 2006. 
Gordon passerade över Azorerna som en kategori 1-orkan, och blev därmed den första orkan att direkt träffa Azorerna sedan 1991. Resterna av Gordon påverkade även västeuropa.

## Stormhistoria

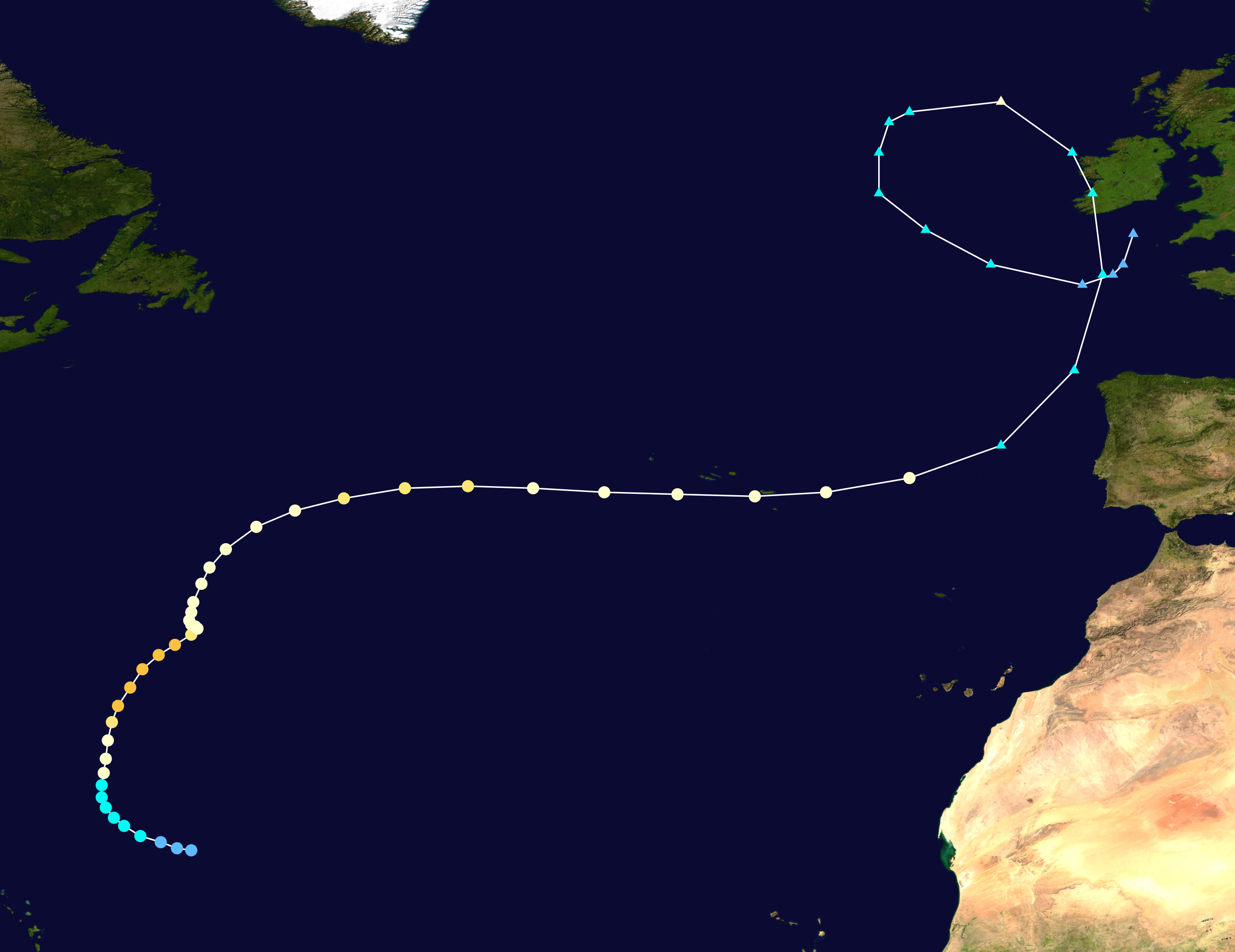
Gordons bana

Den tropiska stormen Gordon bildades den 11 september 2006 i spåret av Orkanen Florence. Ovädret förstärktes hastigt och den 12 september nådde den orkanstyrka, den 13 september nådde den kategori 2-styrka och sedan kategori 3 senare samma dag. Den blev säsongens första orkan som blev så kraftig som en kategori 3, de maximala medelvindstyrkorna uppnåddes den 14 september på cirka 210 km/h (59 m/s).
Från det att den uppnådde orkanstyrka, då befann den sig cirka 800 km nordost om Antillerna, rörde den sig norrut över öppet hav i 6 dygn innan den vred österut med riktning mot Azorerna. Den 19 september drog Gordon med vindhastigheter på 165 km/h (50 m/s) över ögruppen Azorerna som dock klarade sig utan allvarligare skador. Dagen efter försvagades den något och blev extratropisk.
Resterna av Gordon fortsatte österut och svepte över Galicien i nordöstra Spanien och vidare norrut till Irland den 21 september. Resterna av ovädret förenade sig med ett djupt lågtryck väster om Irland som gav upphov till en kraftfull sydvind över hela västeuropa, i Sverige märktes detta på de ovanligt höga temperaturerna under helgen 23-24 september.